# Žernosecké jezero
Žernosecké jezero, nebo také Píšťanské jezero, je antropogenní jezero o rozloze přes 100 ha, které se nalézá v katastrálním území obce Píšťany v okresu Litoměřice. Leží mezi obcemi Píšťany, Velké Žernoseky a Žalhostice na pravém břehu řeky Labe, prakticky pod vrchem Radobýl. Na protějším levém břehu Labe se nachází město Lovosice. Tato vodní plocha vznikla zatopením (průsakem říční vody) bývalé pískovny (resp. lomu na štěrkopísek) po ukončení těžby v letech 1952–1977. Zdejší písek byl použit pro výstavbu velkých vodních děl na Vltavě, zejména Slapské přehrady a Orlické přehrady.

## Pobřeží
Jezero má přibližně tvar pětiúhelníku a má průměr přes jeden kilometr. Nachází se na něm tři malé ostrovy a dva výraznější výběžky pevniny směrem do jezera.

## Vodní režim

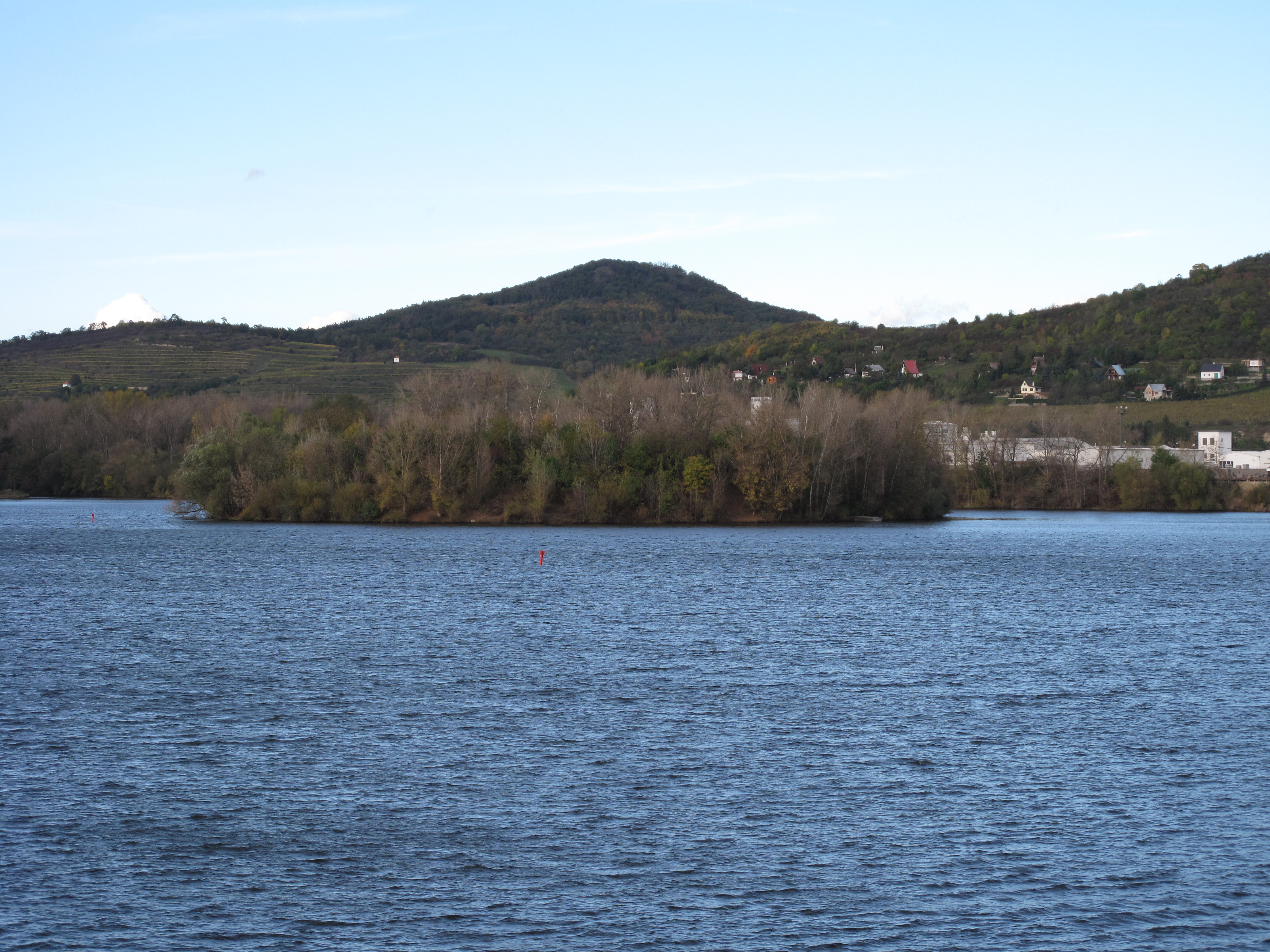
Ptačí ostrov

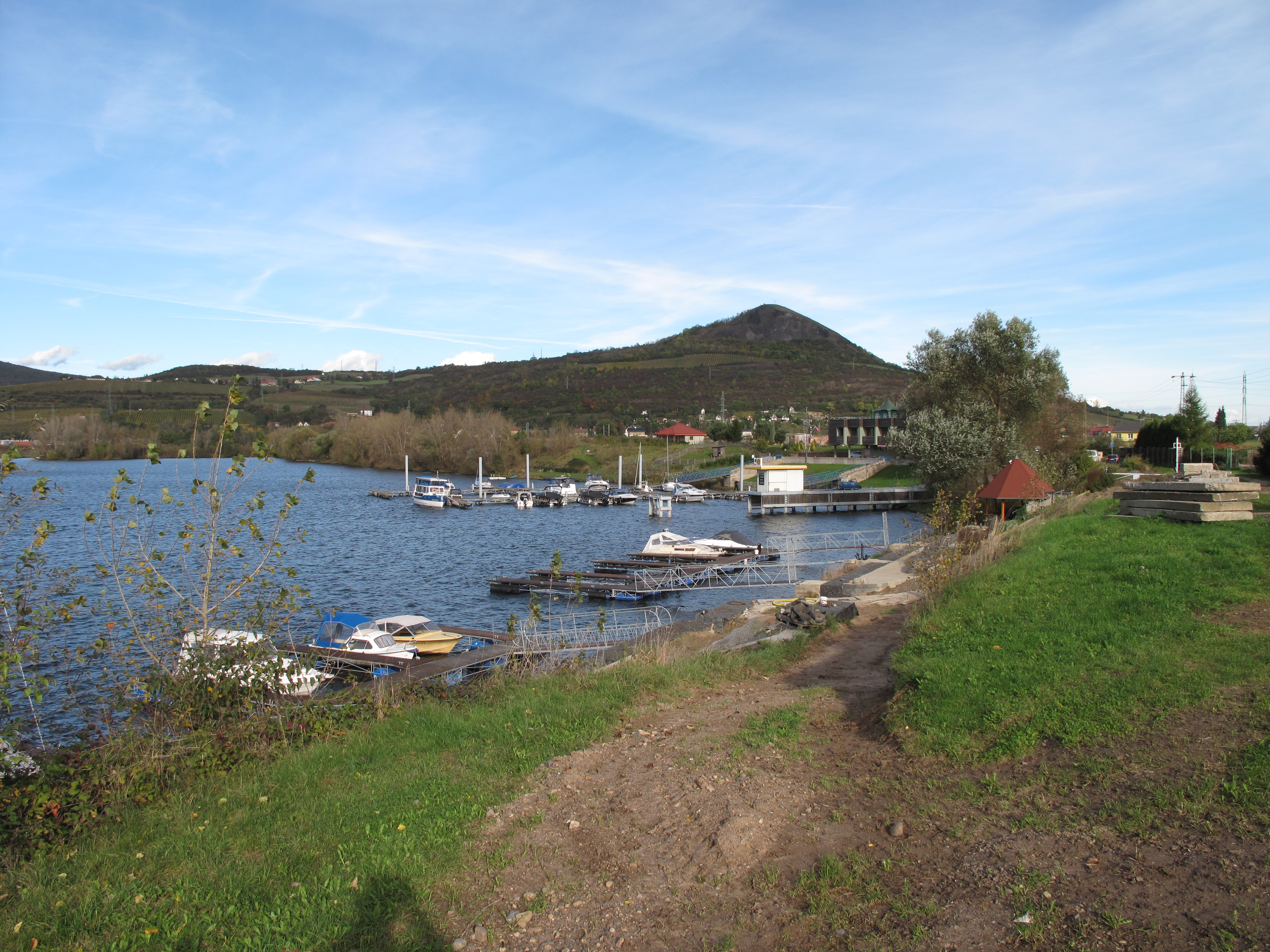
Přístav na jezeře

Jezero je na svém severním konci spojeno asi 300 metrů dlouhým průtokem s řekou Labe.
Vznik jezera je také dán konfigurací jednotlivých labských říčních stupňů. Poslední přehradní hráz (jez) na Labi se nalézá v Ústí nad Labem (Střekovská přehrada), k tomuto labskému stupni náleží vlastně i tzv. Žernosecké jezero, je s ním na své severní straně spojeno. Předposledním říčním stupněm je lovosický jez, který zadržuje labskou vodu mezi obcemi České Kopisty a městem Lovosice na Litoměřicku - nachází se na něm jak soutok Labe s Ohří tak i samotné město Litoměřice. Lovosický jez jako takový se nalézá vzdušnou čarou jen necelý půlkilometr od břehů Žernoseckého jezera. Je velmi pravděpodobné, že labská voda do jezera přirozeně prosakuje pískovým podložím řeky díky tlakovém spádu podzemní vody z nedalekého vyššího říčního stupně.[zdroj?]

## Využití
Velká vodní plocha dnes slouží především k rekreaci. Na jeho severovýchodní straně se nachází továrna na výrobu betonových prvků komunikací (betonových prefabrikátů) a odvodňovacích systémů dálnic a letišť.